# Vederslöv
Vederslöv är en småort utanför Växjö i Växjö kommun, kyrkby i Vederslövs socken. 
Byn har två kyrkor: den medeltida Vederslövs gamla kyrka och den nya kyrkan.

## Idrott
I orten finns en fotbollsklubb som har fotbollslag i division 4 (herrlag). 